# Desaparecidos (groupe)
Desaparecidos est un groupe de trois DJs italien de musique house, Alex Giunta, Claudio Coveri et Giordano Donati.

## Historique
Desaparecidos est connu en France en 2008 grâce à Ibiza puis Fiesta Loca en 2009. Ces membres se sont rencontrés dans les années 1990 et se sont formés depuis janvier 2003.

## Classement par pays
| Titre                      | Année | Meilleure position | Meilleure position | Meilleure position |
| Titre                      | Année | France             | France Club 40     |                    |
| -------------------------- | ----- | ------------------ | ------------------ | ------------------ |
| Ibiza (Vs Walter Master J) | 2008  | 12                 | 2                  |                    |
| Fiesta Loca                | 2009  | 19                 | 3                  |                    |
| Follow You                 | 2010  | -                  | 6                  |                    |
| La Noche                   | 2011  | -                  | 13                 |                    |
| Me gusta                   | 2012  | -                  | 27                 |                    |